# Нижний Нагольчик
Ни́жний Наго́льчик (укр. Нижній Нагольчик) — посёлок, относится к Антрацитовскому району Луганской области Украины.

## Географическое положение
Населённый пункт находится в нижнем течении реки Нагольчика. К западу и юго-западу от посёлка проходит граница между Луганской и Донецкой областями. Соседние населённые пункты: посёлки Крепенский и Верхний Нагольчик (выше по течению Нагольчика) на севере, Есауловка на северо-западе, Дубовский на северо-востоке; сёла Орехово и Вишнёвое на востоке, Егоровка и Дьяково на юго-востоке; сёла в Донецкой области Чугунно-Крепенка на западе и Верхний Кут на юге.

## История
28 октября 1938 года Нижний Нагольчик получил статус посёлка городского типа.
В январе 1989 года численность населения составляла 1999 человек.
В июле 1995 года Кабинет министров Украины утвердил решение о приватизации находившегося здесь совхоза.
По состоянию на 1 января 2013 года численность населения составляла 1650 человек.
С весны 2014 года — в составе Луганской Народной Республики.

## Местный совет
94686, Луганская обл., Антрацитовский р-н, пгт. Нижний Нагольчик, ул. Ленина, 78

## Достопримечательности
О природе окружающей посёлок местности писал в своих письмах А. П. Чехов: 
«Жил я последнее время в Донской Швейцарии, в центре так называемого Донецкого кряжа: горы, балки, лесочки, речушки и степь, степь, степь…».
На западной окраине поселка, в пойме реки Нагольчик, находится ботанический памятник природы, т. н. Чеховский Дуб, предположительный возраст которого составляет 300 лет.

## Почётные граждане
- Владимир Васильевич Шевченко.